# Rusland op het wereldkampioenschap voetbal 2014
Rusland was een van de deelnemende landen aan het wereldkampioenschap voetbal 2014 in Brazilië. Het was de derde deelname voor het land. Fabio Capello nam als bondscoach voor de tweede keer deel aan het WK. In 2010 was hij de bondscoach van Engeland op het WK in Zuid-Afrika. Als speler nam hij met Italië deel aan het WK 1974. Rusland werd in de groepsfase uitgeschakeld na een nederlaag tegen België en twee gelijke spelen tegen Algerije en Zuid-Korea.

## Kwalificatie

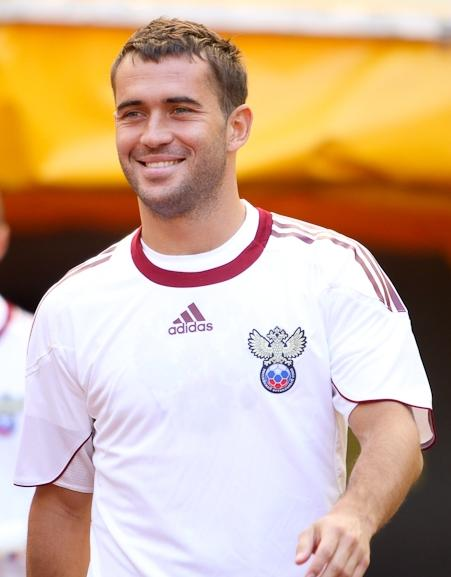
Aleksandr Kerzjakov was tijdens de kwalificatiecampagne van Rusland goed voor vijf doelpunten en twee assists.

Rusland begon op 7 september 2012 in groep F aan de kwalificatie voor het wereldkampioenschap. In het eerste duel won Rusland eenvoudig van Noord-Ierland. Het werd 2-0 na een goal van Viktor Fajzoelin en een strafschopdoelpunt van Roman Sjirokov. Enkele dagen later wonnen de Russen ook overtuigend van Israël. Het werd 0-4 na doelpunten van Aleksandr Kerzjakov (2x), Aleksandr Kokorin en opnieuw Fajzoelin. In oktober volgde de eerste confrontatie met Portugal, dat net als Rusland een favoriet was voor de eindzege in Groep F. Het team van bondscoach Fabio Capello won voor eigen volk met het kleinste verschil na een vroeg doelpunt Kerzjakov en kwam zo alleen aan de leiding. Vier dagen later won Rusland ook met het kleinste verschil van Azerbeidzjan. Ditmaal zorgde een late treffer van Shirokov voor de drie punten.
Op 7 juni 2013 leden de Russen voor het eerst puntenverlies. Portugal nam revanche door in Lissabon met 1-0 te winnen dankzij een vroeg doelpunt van Hélder Postiga. Twee maanden later leed Rusland opnieuw duur puntenverlies. Het elftal van Capello verloor verrassend van Noord-Ierland (1-0) en slaagde er zo niet in om opnieuw over Portugal naar de eerste plaats te springen. Hoewel Rusland een wedstrijd minder had gespeeld dan de Portugezen kwam Capello onder druk te staan.
Rusland zette de scheve situatie recht met twee klinkende zeges. Eerst werd er voor eigen volk met 4-1 gewonnen van Luxemburg dankzij doelpunten van Kokorin (2x), Kerzjakov en Aleksandr Samedov, vier dagen later zorgden goals van Kokorin, Vasili Berezoetski en Denis Gloesjakov voor een 3-1 zege tegen Israël. Een maand later volgde een tweede confrontatie met Luxemburg. Het bescheiden voetballand ging opnieuw kansloos onderuit. Het werd 0-4 via Samedov, Fajzoelin, Glushakov en Kerzjakov. Door de zege had het team van Capello op de laatste speeldag voldoende aan een punt om groepswinnaar te worden. Rusland kwam in Azerbeidzjan niet meer in de problemen; dankzij een doelpunt van Sjirokov kwam Rusland al na vijftien minuten op voorsprong. Het duel eindigde uiteindelijk in een 1-1 gelijkspel.

### Kwalificatieduels
| 7 september 2012  | Rusland       | 2 – 0 | Noord-Ierland |
| 11 september 2012 | Israël        | 0 – 4 | Rusland       |
| 12 oktober 2012   | Rusland       | 1 – 0 | Portugal      |
| 16 oktober 2012   | Rusland       | 1 – 0 | Azerbeidzjan  |
| 7 juni 2013       | Portugal      | 1 – 0 | Rusland       |
| 14 augustus 2013  | Noord-Ierland | 1 – 0 | Rusland       |
| 6 september 2013  | Rusland       | 4 – 1 | Luxemburg     |
| 10 september 2013 | Rusland       | 3 – 1 | Israël        |
| 11 oktober 2013   | Luxemburg     | 0 – 4 | Rusland       |
| 15 oktober 2013   | Azerbeidzjan  | 1 – 1 | Rusland       |

### Stand groep A
| Nr. | Land          | GW | W | G | V | DV | DT | DS  | Ptn |
| --- | ------------- | -- | - | - | - | -- | -- | --- | --- |
| 1   | Rusland       | 10 | 7 | 1 | 2 | 20 | 5  | +15 | 22  |
| 2   | Portugal      | 10 | 6 | 3 | 1 | 20 | 9  | +11 | 21  |
| 3   | Israël        | 10 | 3 | 5 | 2 | 19 | 14 | +5  | 14  |
| 4   | Azerbeidzjan  | 10 | 1 | 6 | 3 | 7  | 11 | −4  | 9   |
| 5   | Noord-Ierland | 10 | 1 | 4 | 5 | 9  | 17 | −8  | 7   |
| 6   | Luxemburg     | 10 | 1 | 3 | 6 | 7  | 26 | −19 | 6   |

### Doelpunten en assists
| Naam                 | Wed. | Goals | Assists |
| -------------------- | ---- | ----- | ------- |
| Aleksandr Kerzjakov  | 10   | 5     | 2       |
| Aleksandr Kokorin    | 8    | 4     | 0       |
| Roman Sjirokov       | 10   | 3     | 2       |
| Viktor Fajzoelin     | 10   | 3     | 1       |
| Aleksandr Samedov    | 8    | 2     | 3       |
| Denis Gloesjakov     | 8    | 2     | 0       |
| Vasili Berezoetski   | 9    | 1     | 0       |
| Dmitri Kombarov      | 10   | 0     | 3       |
| Sergej Ignasjevitsj  | 9    | 0     | 1       |
| Aleksandr Rjazantsev | 1    | 0     | 1       |

## Het wereldkampioenschap

### Loting
Op 6 december 2013 werd er geloot voor de groepsfase van het WK in Brazilië. Rusland werd ondergebracht in Groep H en kreeg daardoor Curitiba, Rio de Janeiro en Cuiabá als speelsteden voor de groepsfase. Ook België, Zuid-Korea en Algerije kwamen in Groep H terecht. Bondscoach Fabio Capello was achteraf tevreden met zowel de speelsteden als tegenstanders.
De FIFA maakte op 13 mei bekend dat de slogan van het Russisch elftal, zichtbaar op de spelersbus, "НАС НЕ ДОГОНЯТ" is, dat "niemand kan ons pakken" betekent. De slogan werd door supporters gekozen.

### Uitrustingen
| Thuis | Uit | Doelman | Doelman |  |

### Technische staf
| Naam                | Functie        |
| ------------------- | -------------- |
| Technische staf     |                |
| Fabio Capello       | Bondscoach     |
| Italo Galbiati      | Assistent      |
| Christian Panucci   | Assistent      |
| Sergej Ovtsjinnikov | Keeperstrainer |
| Massimo Neri        | Fitness Coach  |

### Selectie en statistieken
| Nr. | Naam                | Geboortedatum | GW |   |   |   |   |   |   | Club                  | Positie(s) |
| --- | ------------------- | ------------- | -- | - | - | - | - | - | - | --------------------- | ---------- |
| 1   | Igor Akinfejev      | 08-04-1986    | 3  | 0 | 0 | 0 | 0 | 0 | 0 | CSKA Moskou           | DM         |
| 2   | Aleksej Kozlov      | 16-11-1986    | 2  | 0 | 1 | 0 | 0 | 0 | 1 | Dinamo Moskou         | RB         |
| 3   | Georgi Sjtsjennikov | 27-04-1991    | 0  | 0 | 0 | 0 | 0 | 0 | 0 | CSKA Moskou           | LB         |
| 4   | Sergej Ignasjevitsj | 14-07-1979    | 3  | 0 | 0 | 0 | 0 | 0 | 0 | CSKA Moskou           | CB, RB, CM |
| 5   | Joeri Zjirkov       | 20-08-1983    | 1  | 0 | 0 | 0 | 0 | 0 | 1 | Dinamo Moskou         | LW, LB     |
| 6   | Andrej Semjonov     | 24-03-1989    | 2  | 0 | 0 | 0 | 0 | 1 | 0 | Terek Grozny          | CB, RB, LB |
| 7   | Igor Denisov        | 17-05-1984    | 2  | 0 | 0 | 0 | 0 | 2 | 0 | Dinamo Moskou         | CM         |
| 8   | Denis Gloesjakov    | 27-01-1987    | 3  | 0 | 1 | 0 | 0 | 0 | 2 | Spartak Moskou        | CM         |
| 9   | Aleksandr Kokorin   | 19-03-1991    | 3  | 1 | 0 | 0 | 0 | 0 | 0 | Dinamo Moskou         | CF, LW     |
| 10  | Alan Dzagojev       | 17-06-1990    | 3  | 0 | 0 | 0 | 0 | 3 | 0 | CSKA Moskou           | AM, RW     |
| 11  | Aleksandr Kerzjakov | 27-11-1982    | 3  | 1 | 0 | 0 | 0 | 2 | 1 | Zenit Sint-Petersburg | CF         |
| 12  | Joeri Lodygin       | 26-05-1990    | 0  | 0 | 0 | 0 | 0 | 0 | 0 | Zenit Sint-Petersburg | DM         |
| 13  | Vladimir Granat     | 22-07-1987    | 0  | 0 | 0 | 0 | 0 | 0 | 0 | Dinamo Moskou         | CB, LB     |
| 14  | Vasili Berezoetski  | 20-06-1982    | 3  | 0 | 0 | 0 | 0 | 0 | 0 | CSKA Moskou           | CB         |
| 15  | Pavel Mogilevets    | 25-01-1993    | 0  | 0 | 0 | 0 | 0 | 0 | 0 | Roebin Kazan          | CM, AM     |
| 16  | Sergej Rizjikov     | 19-09-1980    | 0  | 0 | 0 | 0 | 0 | 0 | 0 | Roebin Kazan          | DM         |
| 17  | Oleg Sjatov         | 28-07-1990    | 3  | 0 | 1 | 0 | 0 | 0 | 3 | Zenit Sint-Petersburg | AM, LW, RW |
| 18  | Aleksei Ionov       | 18-02-1989    | 0  | 0 | 0 | 0 | 0 | 0 | 0 | Dinamo Moskou         | RW         |
| 19  | Aleksandr Samedov   | 19-07-1984    | 3  | 0 | 0 | 0 | 0 | 0 | 1 | Lokomotiv Moskou      | RW, AM     |
| 20  | Viktor Fajzoelin    | 22-04-1986    | 3  | 0 | 0 | 0 | 0 | 0 | 0 | Zenit Sint-Petersburg | CM, AM, RW |
| 21  | Maksim Kanoennikov  | 14-07-1991    | 0  | 0 | 0 | 0 | 0 | 0 | 0 | Amkar Perm            | CF, LW, RW |
| 22  | Andrej Jesjtsjenko  | 09-02-1984    | 2  | 0 | 0 | 0 | 0 | 1 | 0 | Anzji Machatsjkala    | LB, RB     |
| 23  | Dmitri Kombarov     | 22-01-1987    | 3  | 0 | 1 | 0 | 0 | 0 | 0 | Spartak Moskou        | LB, LM     |

### Wedstrijden
| Nr. | Land       | GW | W | G | V | DV | DT | DS | Ptn |
| --- | ---------- | -- | - | - | - | -- | -- | -- | --- |
| 1.  | België     | 3  | 3 | 0 | 0 | 4  | 1  | +3 | 9   |
| 2.  | Algerije   | 3  | 1 | 1 | 1 | 6  | 5  | +1 | 4   |
| 3.  | Rusland    | 3  | 0 | 2 | 1 | 2  | 3  | −1 | 2   |
| 4.  | Zuid-Korea | 3  | 0 | 1 | 2 | 3  | 6  | −3 | 1   |

| Geplaatst voor de knock-outfase |
| Uitgeschakeld voor Eindronde    |

#### Groepsfase
|                          |               |         |              |                                                                                        |
| 17 juni 2014 18:00 UTC−4 | Rusland       | 1 – 1   | Zuid-Korea   | Arena Pantanal, Cuiabá Toeschouwers: 37.603 Scheidsrechter: Néstor Pitana (Argentinië) |
| 17 juni 2014 18:00 UTC−4 | Kerzjakov 74' | Verslag | 68' Lee K.H. | Arena Pantanal, Cuiabá Toeschouwers: 37.603 Scheidsrechter: Néstor Pitana (Argentinië) |

| Rusland | Zuid-Korea |

| Rusland:       |    |                     |         |
|                |    |                     |         |
| GK             | 1  | Igor Akinfejev      |         |
| RB             | 22 | Andrej Jesjtsjenko  |         |
| CB             | 14 | Vasili Berezoetski  |         |
| CB             | 4  | Sergej Ignasjevitsj |         |
| LB             | 23 | Dmitri Kombarov     |         |
| CM             | 20 | Viktor Fajzoelin    |         |
| DM             | 8  | Denis Gloesjakov    | 72'     |
| CM             | 5  | Joeri Zjirkov       | 71'     |
| RW             | 19 | Aleksandr Samedov   |         |
| CF             | 9  | Aleksandr Kokorin   |         |
| LW             | 17 | Oleg Sjatov         | 49' 59' |
| Wisselspelers: |    |                     |         |
| MF             | 10 | Alan Dzagojev       | 59'     |
| FW             | 11 | Aleksandr Kerzjakov | 71'     |
| MF             | 7  | Igor Denisov        | 72'     |
| Coach:         |    |                     |         |
| Fabio Capello  |    |                     |         |

| Zuid-Korea:    |    |                 |         |
|                |    |                 |         |
| GK             | 1  | Jung Sung-ryong |         |
| RB             | 12 | Lee Yong        |         |
| CB             | 20 | Hong Jeong-ho   | 72'     |
| CB             | 5  | Kim Young-gwon  |         |
| LB             | 3  | Yun Suk-young   |         |
| RM             | 16 | Ki Sung-yueng   | 30'     |
| CM             | 14 | Han Kook-young  |         |
| CM             | 17 | Lee Chung-yong  |         |
| LM             | 13 | Koo Ja-cheol    | 90'     |
| CF             | 10 | Park Chu-young  | 56'     |
| CF             | 9  | Son Heung-min   | 13' 84' |
| Wisselspelers: |    |                 |         |
| FW             | 11 | Lee Keun-ho     | 56'     |
| DF             | 6  | Hwang Seok-ho   | 72'     |
| MF             | 7  | Kim Bo-kyung    | 84'     |
| Coach:         |    |                 |         |
| Hong Myung-bo  |    |                 |         |

|                          |           |         |         |                                                                                       |
| 22 juni 2014 13:00 UTC−3 | België    | 1 – 0   | Rusland | Maracanã, Rio de Janeiro Toeschouwers: 73.819 Scheidsrechter: Felix Brych (Duitsland) |
| 22 juni 2014 13:00 UTC−3 | Origi 88' | Verslag |         | Maracanã, Rio de Janeiro Toeschouwers: 73.819 Scheidsrechter: Felix Brych (Duitsland) |

| België | Rusland |

| België:        |    |                   |     |
|                |    |                   |     |
| GK             | 1  | Thibaut Courtois  |     |
| RB             | 2  | Toby Alderweireld | 73' |
| CB             | 15 | Daniel Van Buyten |     |
| CB             | 4  | Vincent Kompany   |     |
| LB             | 3  | Thomas Vermaelen  | 31' |
| CM             | 6  | Axel Witsel       | 54' |
| CM             | 7  | Kevin De Bruyne   |     |
| AM             | 8  | Marouane Fellaini |     |
| RW             | 14 | Dries Mertens     | 75' |
| CF             | 9  | Romelu Lukaku     | 57' |
| LW             | 10 | Eden Hazard       |     |
| Wisselspelers: |    |                   |     |
| DF             | 5  | Jan Vertonghen    | 31' |
| FW             | 17 | Divock Origi      | 57' |
| FW             | 11 | Kevin Mirallas    | 75' |
| Coach:         |    |                   |     |
| Marc Wilmots   |    |                   |     |

| Rusland:       |    |                     |     |
|                |    |                     |     |
| GK             | 1  | Igor Akinfejev      |     |
| RB             | 2  | Aleksej Kozlov      | 62' |
| CB             | 14 | Vasili Berezoetski  |     |
| CB             | 4  | Sergej Ignasjevitsj |     |
| LB             | 23 | Dmitri Kombarov     |     |
| CM             | 20 | Viktor Fajzoelin    |     |
| CM             | 8  | Denis Gloesjakov    | 38' |
| AM             | 6  | Maksim Kanoennikov  |     |
| RW             | 19 | Aleksandr Samedov   | 90' |
| CF             | 9  | Aleksandr Kokorin   |     |
| LW             | 17 | Oleg Sjatov         | 83' |
| Wisselspelers: |    |                     |     |
| DF             | 22 | Andrej Jesjtsjenko  | 62' |
| MF             | 10 | Alan Dzagojev       | 83' |
| FW             | 11 | Aleksandr Kerzjakov | 90' |
| Coach:         |    |                     |     |
| Fabio Capello  |    |                     |     |

|                          |             |         |            |                                                                                        |
| 26 juni 2014 17:00 UTC−3 | Algerije    | 1 – 1   | Rusland    | Arena da Baixada, Curitiba Toeschouwers: 39.311 Scheidsrechter: Cüneyt Çakır (Turkije) |
| 26 juni 2014 17:00 UTC−3 | Slimani 60' | Verslag | 6' Kokorin | Arena da Baixada, Curitiba Toeschouwers: 39.311 Scheidsrechter: Cüneyt Çakır (Turkije) |

| Algerije | Rusland |

| Algerije:         |    |                        |         |
|                   |    |                        |         |
| GK                | 23 | Raïs M'Bolhi           |         |
| RB                | 22 | Aïssa Mandi            |         |
| CB                | 4  | Essaïd Belkalem        |         |
| CB                | 5  | Rafik Halliche         |         |
| LB                | 6  | Djamel Mesbah          | 39'     |
| CM                | 12 | Carl Medjani           |         |
| CM                | 14 | Nabil Bentaleb         |         |
| AM                | 11 | Yacine Brahimi         | 71'     |
| RW                | 10 | Sofiane Feghouli       |         |
| CF                | 18 | Abdelmoumene Djabou    | 77'     |
| LW                | 13 | Islam Slimani          | 90+1'   |
| Wisselspelers:    |    |                        |         |
| MF                | 7  | Hassan Yebda           | 71'     |
| FW                | 9  | Nabil Ghilas           | 77' 87' |
| FW                | 15 | El Arbi Hillel Soudani | 90+1    |
| DF                | 17 | Liassine Cadamuro      | 90+2'   |
| Coach:            |    |                        |         |
| Vahid Halilhodžić |    |                        |         |

| Rusland:       |    |                     |     |
|                |    |                     |     |
| GK             | 1  | Igor Akinfejev      |     |
| RB             | 2  | Aleksej Kozlov      | 59' |
| CB             | 14 | Vasili Berezoetski  |     |
| CB             | 4  | Sergej Ignasjevitsj |     |
| LB             | 23 | Dmitri Kombarov     | 57' |
| RW             | 19 | Aleksandr Samedov   |     |
| CM             | 8  | Denis Gloesjakov    | 46' |
| CM             | 20 | Viktor Fajzoelin    |     |
| LW             | 17 | Oleg Sjatov         | 67' |
| CF             | 9  | Aleksandr Kokorin   |     |
| CF             | 11 | Aleksandr Kerzjakov | 81' |
| Wisselspelers: |    |                     |     |
| MF             | 7  | Igor Denisov        | 46' |
| MF             | 10 | Alan Dzagojev       | 67' |
| MF             | 6  | Maksim Kanoennikov  | 81' |
| Coach:         |    |                     |     |
| Fabio Capello  |    |                     |     |

RFS · A-internationals · Bondscoaches · Selecties · Statistieken · Russisch vrouwenelftal · Rusland U21 · Rusland U20 · Rusland U19 · Rusland U18 · Rusland U17 · Rusland U16
1912 – 1914 · 
1992 – 1999 · 
2000 – 2009 · 
2010 – 2019 ·
2020 − 2029
EK 1992** · 
EK 1996 · 
EK 2004 · 
EK 2008 · 
EK 2012 · 
EK 2016 · 
EK 2020
WK 1994 · 
WK 1998 · 
WK 2002 · 
WK 2006 · 
WK 2010 · 
WK 2014 · 
WK 2018
OS 1912
1912 · 
1913 · 
1914 · 
1915–1991 · 
1992 · 
1993 · 
1994 · 
1995 · 
1996 · 
1997 · 
1998 · 
1999 · 
2000 · 
2001 · 
2002 · 
2003 · 
2004 · 
2005 · 
2006 · 
2007 · 
2008 · 
2009 · 
2010 · 
2011 · 
2012 · 
2013 · 
2014 · 
2015 · 
2016 · 
2017 · 
2018 ·
2019 ·
2020 ·
2021 ·
2022 ·
2023 ·
2024 ·
2025
Albanië ·
Algerije ·
Andorra · 
Argentinië ·
Armenië · 
Azerbeidzjan · 
België ·
Bolivia · 
Brazilië ·
Brunei ·
Bulgarije · 
Chili ·
Costa Rica ·
Cuba ·
Cyprus · 
Denemarken · 
Duitsland · 
Egypte ·
Engeland ·
El Salvador ·
Estland · 
Faeröer · 
 Finland · 
Frankrijk · 
Georgië · 
Ghana ·
Grenada ·
Griekenland · 
Hongarije ·
Ierland ·
IJsland ·
Irak ·
Iran ·
Israël · 
Italië ·
Ivoorkust ·
Japan ·
Joegoslavië ·
Kameroen ·
Kazachstan ·
Kenia ·
Kirgizië ·
Kroatië · 
Letland · 
Liechtenstein · 
Litouwen · 
Luxemburg ·  
Malta ·
Marokko · 
Mexico · 
Moldavië · 
Montenegro · 
Nederland · 
Nieuw-Zeeland ·
Noord-Ierland · 
Noord-Macedonië ·
Noorwegen · 
Oekraïne · 
Oezbekistan ·
Oostenrijk · 
Polen ·
Portugal ·
Qatar · 
Roemenië · 
San Marino · 
Saoedi-Arabië · 
Schotland · 
Servië · 
Slovenië · 
Slowakije · 
Spanje · 
Syrië ·
Tadzjikistan ·
Tsjechië · 
Tunesië ·
Turkije ·
Uruguay · 
Verenigde Arabische Emiraten · 
Verenigde Staten ·
Vietnam  ·
Wales · 
Wit-Rusland ·
Zuid-Korea · 
Zweden · 
Zwitserland
Algerije (2014) · 
België (2014) · 
België (2021) · 
Denemarken (2021) ·
Egypte (2018) ·
Engeland (2016) ·
Finland (2021) ·
Griekenland (2008) ·
Griekenland (2012) ·
Kroatië (2018) ·
Nederland (2008) ·
Polen (2012) ·
Saoedi-Arabië (2018) ·
Slowakije (2016) ·
Spanje (2008, groepsfase) ·
Spanje (2008, halve finale) ·
Spanje (2018) ·
Tsjechië (2012) ·
Uruguay (2018) ·
Wales (2016) ·
Zuid-Korea (2014) ·
Zweden (2008)
** = Onder de naam Gemenebest van Onafhankelijke Staten